# 農夫小儀嬉
農夫小儀嬉（英語：Mini Fama Mega Fun）是香港電視廣播有限公司拍攝製作的綜藝節目，全節目共10集，由農夫、阮小儀擔任主持。本節目於香港時間2009年4月26日起，逢星期日21:00－21:30在翡翠台和高清翡翠台播出，並於myTV提供節目重溫。

每集小儀與農夫都會走到街頭找市民玩遊戲做動作，以及作弄圈中明星好友令明星們鮮為人知的一面盡現鏡頭前。

## 外部連結
- 無綫電視節目網頁 - 農夫小儀嬉  （页面存档备份，存于）